# Telescopio de Cassegrain

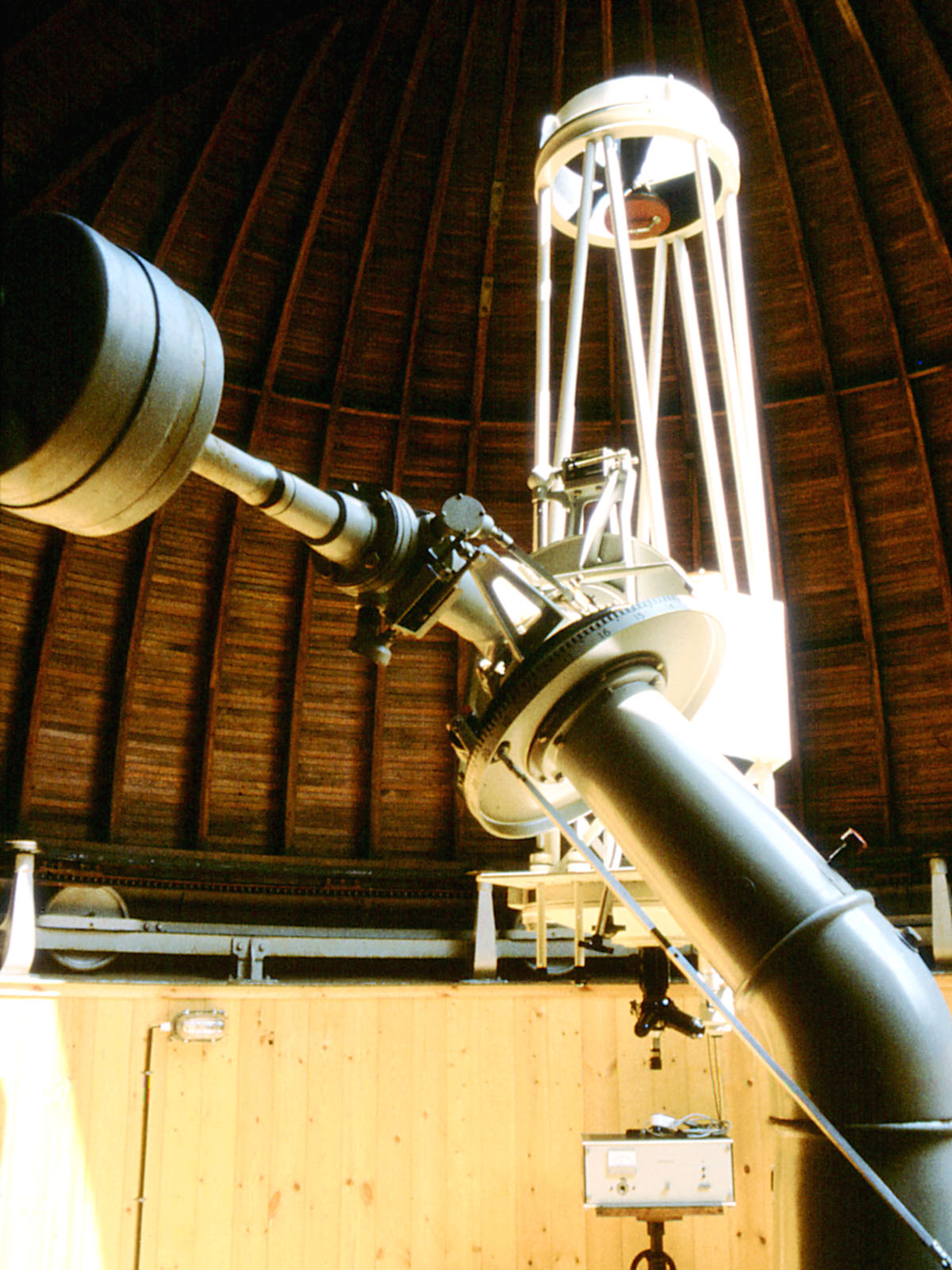
Un telescopio Cassegrain de 50 cm de diámetro.

El  telescopio de Cassegrain es un tipo de telescopio reflector que utiliza tres espejos. El principal es el que se encuentra en la parte posterior del cuerpo del mismo. Generalmente posee forma cóncava paraboloidal, ya que ese espejo debe concentrar toda la luz que recoge en un punto que se denomina foco. La distancia focal (distancia entre la superficie del espejo y el foco) puede ser mucho mayor que el largo total del telescopio.
El segundo espejo es convexo, se encuentra en la parte delantera del telescopio, tiene forma hiperbólica y se encarga de reflejar nuevamente la imagen hacia el espejo principal, que se refleja (en su versión original), en otro espejo plano inclinado a 45 grados, enviando la luz hacia la parte superior del tubo, donde está montado el objetivo. 
En otras versiones modificadas el tercer espejo está detrás del espejo principal, en el que hay practicado un orificio central por donde pasa la luz. El foco, en este caso, se encuentra en el exterior de la cámara formada por ambos espejos, en la parte posterior del cuerpo.

## Historia
El reflector Cassegrain recibe su nombre de la publicación de un diseño de telescopio reflector aparecida el 25 de abril de 1672 en el Journal des sçavans, que se ha atribuido al sacerdote y físico francés Laurent Cassegrain  (c. 1629-1693). Algunos diseños similares que usaban lentes secundarias convexas se han encontrado en los escritos de 1632 del matemático italiano Bonaventura Cavalieri (1598-1647) que describen los espejos ustorios descritos en la antigüedad grecolatina como armas incendiarias y en los escritos de 1636 del teólogo y matemático francés Marin Mersenne (1588-1648) que describen distintos diseños de telescopios. Los intentos en 1662 del astrónomo y matemático escocés James Gregory (1638-1675) de crear un telescopio reflector se piensa que incluían una configuración Cassegrain, lo que se ha deducido a partir de haber encontrado un espejo secundario convexo entre los objetos empleados en sus experimentos.

## Características
El telescopio tipo Cassegrain se basa en el reflector de Gregory, quien a su vez se basaba en el reflector de Newton.

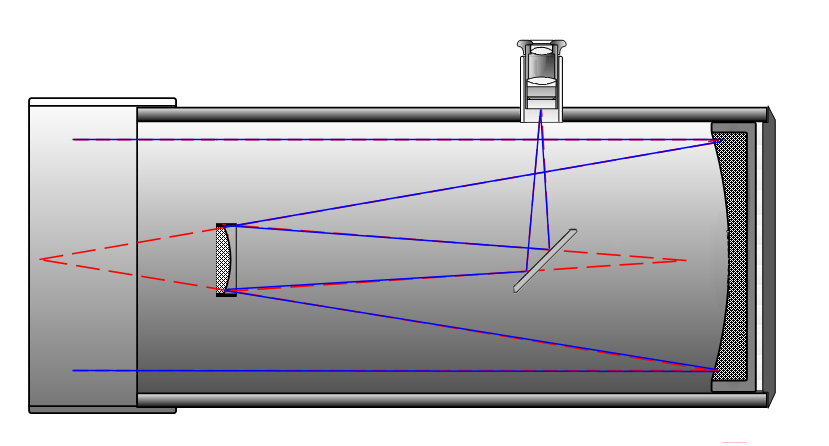
Diagrama del recorrido de la luz en un reflector de tipo Cassegrain

Las ventajas de este reflector frente al de Gregory, son varias: 
- Acorta el tamaño necesario del tubo.
- Evita el segundo espejo que es difícil de tallar, debido a que es bastante grande, cóncavo, elíptico, y de corta distancia focal.
- Corrige las aberraciones que en aquel se producían.

### Variedades
Existen varias mejoras sobre la óptica del telescopio Cassegrain. Las más difundidas son las siguientes:

#### Schmidt-Cassegrain

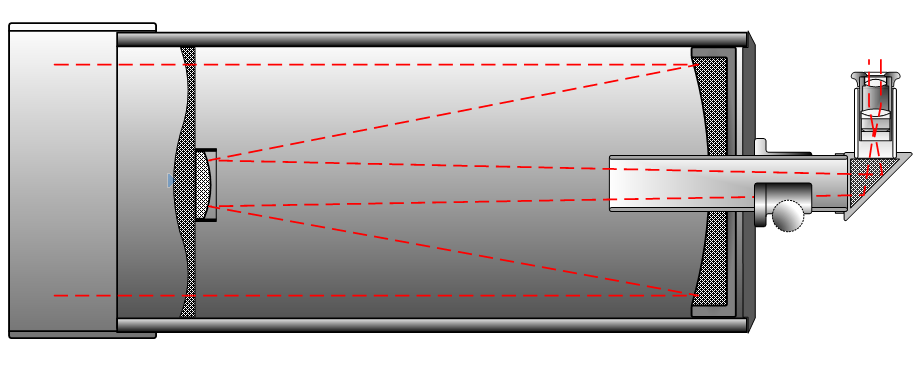
Diagrama del recorrido de la luz en un Schmidt-Cassegrain.

Abreviado: Sch-Cas. Está formado por un espejo primario cóncavo esférico y un espejo secundario convexo esférico con una lente de Schmidt. Esta es una lente especial que se ubica adosada al espejo secundario del telescopio. La misma posee una forma especial, cuyo corte diametral presenta una forma ondulante que sirve para corregir la aberración del espejo esférico.
El nombre del sistema se denomina así por la invención de la lente por el óptico Schmidt.

#### Maksútov-Cassegrain

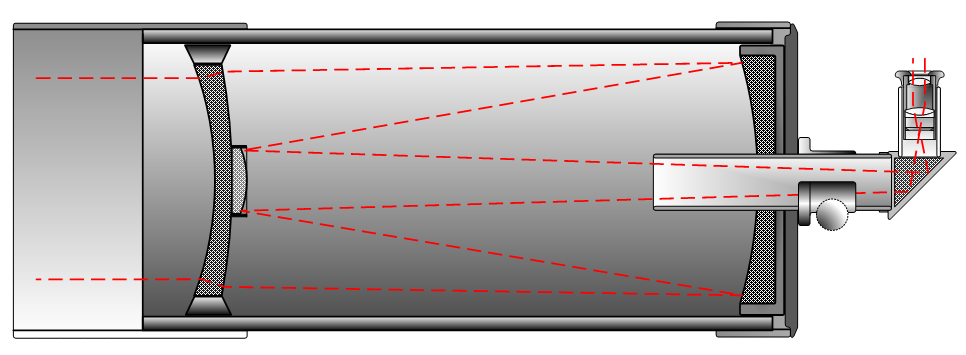
Diagrama del recorrido de la luz en un Maksútov-Cassegrain.

Abreviado: Mak-Cas. En esta variedad no sólo mejora la óptica del espejo secundario sino también la del espejo principal. Las correcciones hacen que los Mak-Cas posean una nitidez inigualable. El sistema fue inventado por el eximio óptico ruso Dmitri Maksútov.

## Radio antenas Cassegrain

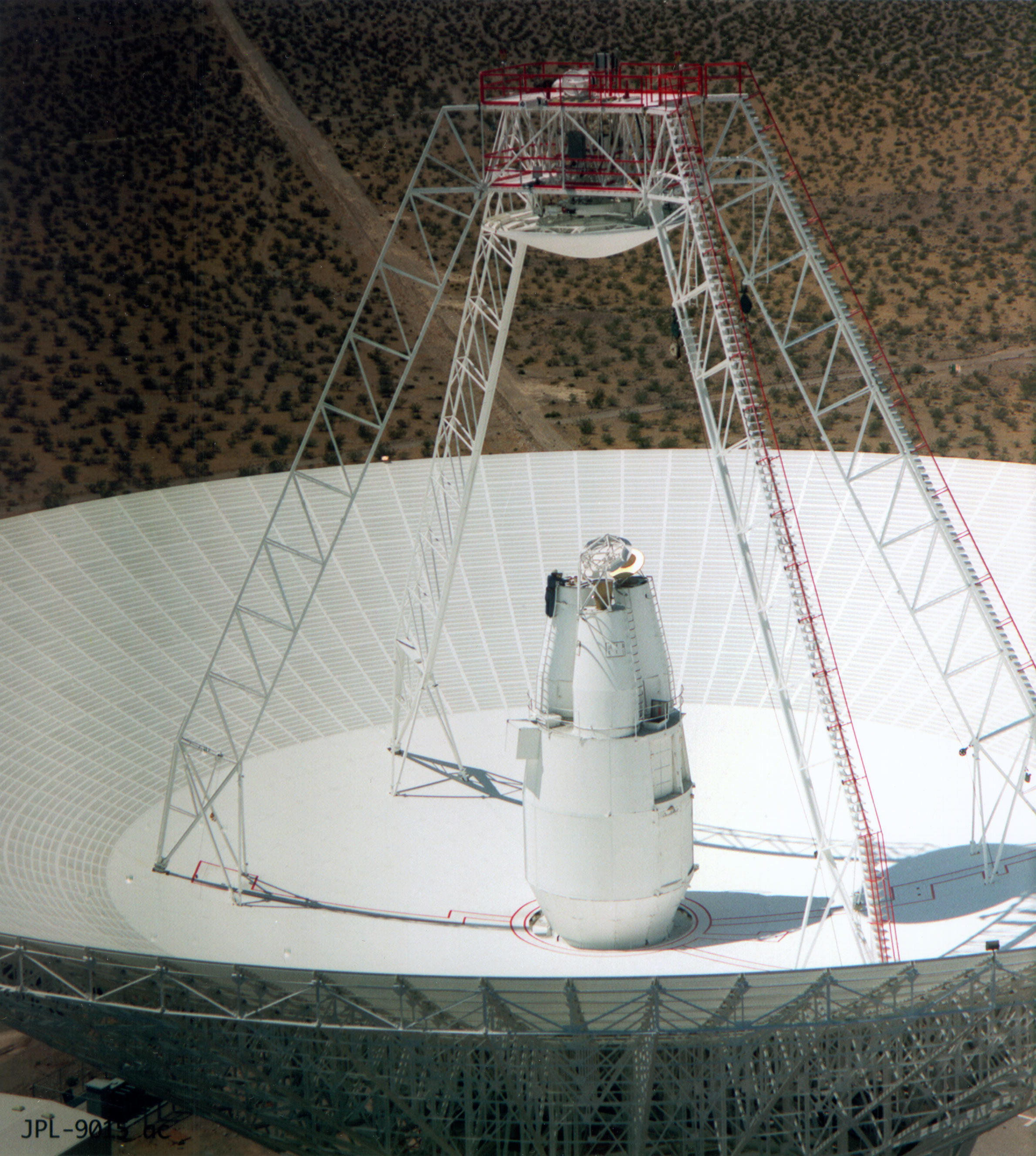
Una radio antena Cassegrain en el Complejo de Antenas JPL Goldstone, con un disco de 70 m de diámetro. En este caso, el foco final está en frente del espejo primario.

El diseño Cassegrain se usa también en telecomunicaciones satelitales y en radiotelescopios, con tamaños que van desde los 6,3 hasta los 70 m. El subreflector, centralmente localizado, sirve para enfocar las señales de radiofrecuencia de manera similar a los telescopios ópticos.